# Hermann Hirt
Hermann Alfred Hirt (Magdeburgo, 19 dicembre 1865 – Gießen, 12 settembre 1936) è stato un glottologo e insegnante tedesco, noto come esperto di studi linguistici indoeuropei.

## Biografia
Fu libero docente a Lipsia dal 1891 al 1912, quando si trasferì per il ruolo a Gießen. La sua opera fu una delle più importanti sulle analisi comparative degli idiomi e delle eredità culturali dei popoli indoeuropei.

## Pubblicazioni
- Der indogermanische Akzent (Strasburgo 1895);
- Der indogermanische Ablaut (Strasburgo 1900);
- Indogermanische Grammatik in 5 volumi (Heidelberg 1921);
- Die Indogermanen (Strasburgo 1905-07);
- Geschichte der deutschen Sprache (Monaco 1919);
- Handbuch des Urgermanischen (Heidelberg 1931-1932).